# Пилявец, Сергей Олегович
Сергей Олегович Пилявец (укр. Сергій Олегович Пилявець, позывной — Логан; 26 июля 1999, Медведка — 21 июня 2024) — украинский военнослужащий, майор, участник российско-украинской войны. Герой Украины (2025, посмертно).

## Биография
Родился 26 июля 1999 года в селе Медведка Винницкого района Винницкой области. В 2013 году окончил 8 классов Медвидской общеобразовательной школы, после чего продолжил обучение в Каменец-Подольском лицее с усиленной военно-физической подготовкой. В 2016 году поступил в Одесскую военную академию по специальности «Управление действиями подразделений специального назначения». Все учебные заведения окончил с отличием.
После окончания академии был направлен в воинскую часть в городе Хмельницкий. Там успешно завершил квалификационные курсы: «Квалификационный курс специальных операций» и «Курс планирования специальных операций тактического уровня». Также прошёл курс «Командир тактического подразделения» в воинской части А2772.
В июне 2020 года ему было присвоено звание инструктора парашютно-десантной подготовки.
С началом полномасштабного российского вторжения в Украину вернулся с курсов, проходивших в Грузии, и вступил в ряды Сил специальных операций Украины. С 27 февраля 2022 года защищал Киев. Был майором, командиром роты спецназначения «Терміти». Участвовал в боях на Лиманском, Купянском, Изюмском, Херсонском и других направлениях.
Погиб 21 июня 2024 года в возрасте 24 лет. Похоронен в родном селе Медведка.

## Награды
- Звание «Герой Украины» с удостоением ордена «Золотая Звезда» (21 февраля 2025, посмертно) — за личное мужество и героизм, проявленные в защите государственного суверенитета и территориальной целостности Украины, верность военной присяге[2].